# Casal Municipal de Miralcamp
El Casal Municipal de Miralcamp és una obra de Miralcamp (Pla d'Urgell) protegida com a Bé Cultural d'Interès Local.

## Història
Entre 1957-58 la gent del poble de Miralcamp va reivindicar la necessitat de tenir un lloc que fos punt de trobada per a tothom. Des del casal es van potenciar les sardanes, el teatre, els pastorets, el cinema i altres activitats.